# Dawne europejskie sztuki walki
Dawne europejskie sztuki walki (DESW), (ang. Historical European martial arts, HEMA) – ruch poświęcony badaniu, odtwarzaniu oraz reinterpretowaniu historycznych sztuk walki wywodzących się z tradycji europejskich. Także sport walki opierający się na tychże badaniach, przy wykorzystaniu symulatorów broni historycznej.

## Charakterystyka
Ruch ten obejmuje zagadnienia historycznej walki wręcz, zarówno w zakresie zapasów jak i posługiwania się zróżnicowaną bronią białą (przez co określany jest również mianem szermierki historycznej).
Wyróżnia się dwa główne nurty DESW, gdzie pierwszy kładzie nacisk na rekonstrukcję, natomiast drugi na doświadczanie walki. W efekcie szermierze z nurtu rekonstrukcyjnego doskonalą swoje umiejętności zgłębiając techniki historyczne ze źródeł spisanych przez dawnych fechtmistrzów, przyjmując poprawność wykonania danych technik za odzwierciedlenie własnych możliwości. Natomiast szermierze z nurtu nierekonstrukcyjnego weryfikują swoje zdolności poprzez udział w odgórnie przyjętym systemie symulacji walki (często w formie zawodów sportowych).

## DESW w Polsce
W Polsce organizacjami zrzeszającymi szermierzy historycznych są Związek Sportowy Szermierki Historycznej (ang. Polish HEMA Federation) oraz Polska Federacja Dawnych Europejskich Sztuk Walki (ang. Polish Federation of Historical European Martial Arts), których celami są m.in. organizacja wydarzeń (w tym organizacja turniejów), zapewnianie współpracy między klubami, czy dążenie do ustalania uczciwych, jednolitych reguł rywalizacji.
Na turniejach organizowanych przez polskie środowisko DESW występują najczęściej 4 główne konkurencje, obejmujące pojedynki z wykorzystaniem: miecza długiego, szabli, rapiera (także z lewakiem) oraz korda z puklerzem. Ponadto, wyszczególnia się dwie podkategorie - turnieje open (otwarte dla wszystkich zawodników) oraz turnieje wyłącznie dla kobiet.